# Doksy (district de Kladno)
Pour les articles homonymes, voir Doksy.
Doksy (en allemand : Doges) est une commune du district de Kladno, dans la région de Bohême-Centrale, en République tchèque. Sa population s'élevait à 1 698 habitants en 2020.

## Géographie
Doksy se trouve à 5 km au sud-est du centre de Kladno et à 29 km à l'ouest-nord-ouest de Prague.
La commune est limitée par Kamenné Žehrovice à l'ouest et au nord, par Velká Dobrá à l'est et par Družec au sud.

## Histoire
La première mention écrite de la localité date de 1383.